# Krajków (Łódź)
Pour les articles homonymes, voir Krajków.
Krajków est une localité polonaise de la gmina et du powiat de Wieluń en voïvodie de Łódź.